# Estación Tahuinco
Tahuinco fue una estación del ferrocarril que se hallaba dentro de la comuna de Salamanca, en la región de Coquimbo de Chile. Fue parte del ramal Choapa-Salamanca, que estaba conectado a la línea del ferrocarril Longitudinal Norte.

## Historia
La construcción del Longitudinal Norte a inicios del siglo XX conlleva la construcción de una sección de ferrocarril métrico entre Limáhuida y Salamanca, conectando de esa forma con el tramo entre dichas localidades y la estación Choapa que era la punta de rieles de una línea construida con anterioridad entre Los Vilos y Choapa. Dentro de los planes del ferrocarril longitudinal en 1910 estuvo planificada la construcción de dicho ramal, lo que contemplaba también la construcción de un paradero en el sector correspondiente a la hacienda Tahuinco. La estación junto con el tramo del ferrocarril entre Cabildo-Limáhuida-Choapa se inauguraron en 1914.
La estación, ubicada a una altitud de 422 m s. n. m., contaba con un desvío que acompañaba a la vía principal, además de una casa para el jefe de estación, una bodega y un andén secundario. En mapas de 1929 la estación aparece consignada bajo el nombre de «Tiliviche».
El ramal entre Choapa y Salamanca operó hasta junio de 1975, fecha en que el ferrocarril dejó de operar y la estación fue posteriormente vendida. El edificio que albergaba a la estación actualmente se encuentra en buen estado y habitado.